# Kabanos

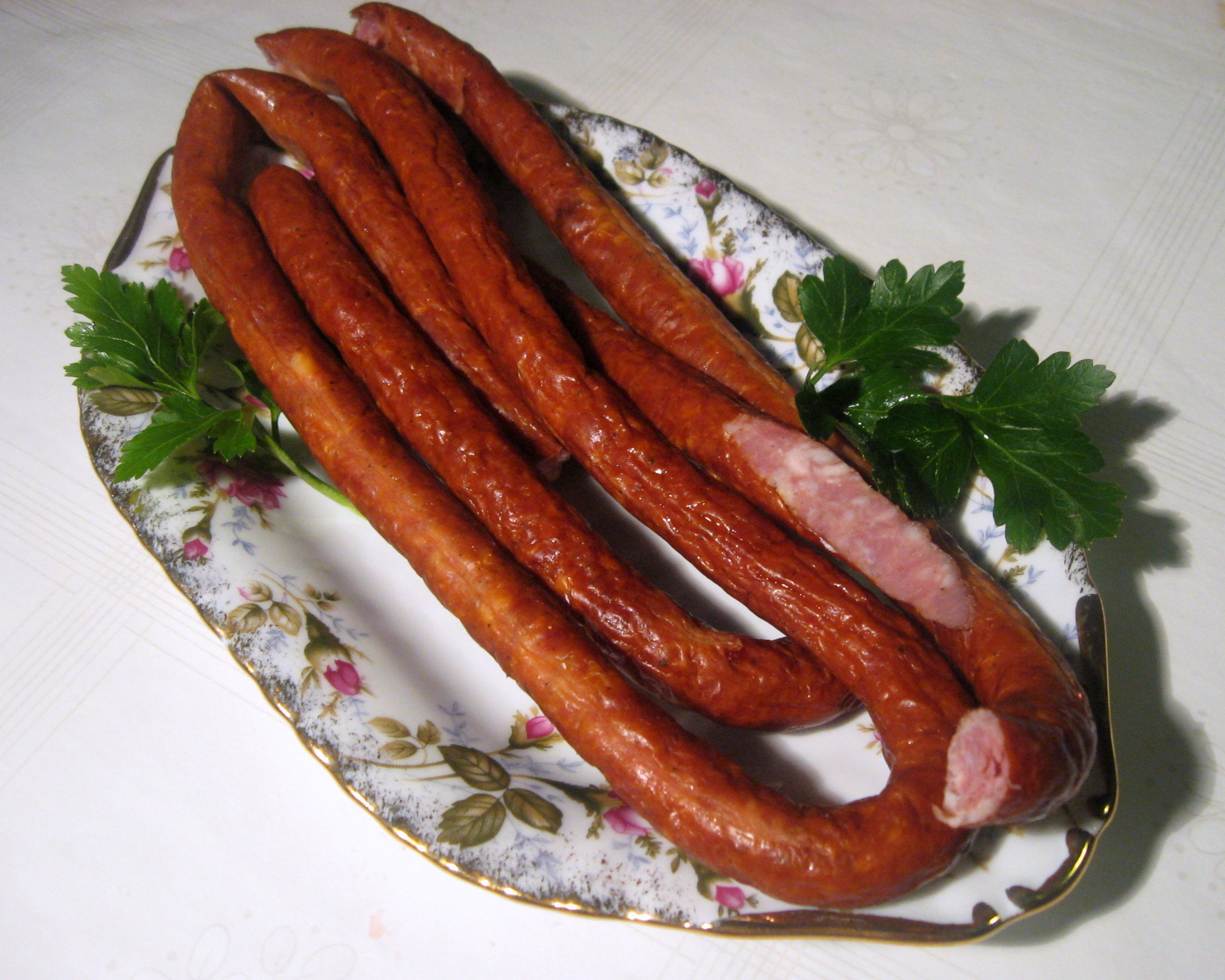
Półmisek kabanosów

Kabanos – bardzo cienka, długa kiełbaska, tradycyjnie przyrządzana z peklowanego mięsa wieprzowego w osłonkach baranich, wędzona w gorącym dymie i obsuszana. 
Cechuje ją sucha i równomiernie pomarszczona powierzchnia ciemnoczerwona z odcieniem wiśniowym. W przekroju widoczne są również czerwone kawałki mięsa oraz jasne kawałki tłuszczu. Charakterystyczny jest dla niej smak peklowanej i pieczonej wieprzowiny oraz lekki posmak wędzenia i pikantny kminku z pieprzem. 
Zaliczana do wędlin półtrwałych.
Nazwa pochodzi od zapożyczonego do staropolszczyzny ukraińskiego słowa kaban, przejętego z kolei od Tatarów (kaban – dzik), później nadal obecnego w gwarze podlaskiej.

## Historia
Pochodzenie tej nazwy ma ścisły związek ze wschodnimi rubieżami dawnej Rzeczypospolitej. W XIX wieku, na obszarach polsko-litewskiego pogranicza, kabanem nazywano tuczonego na mięso (głównie ziemniakami) młodego wieprzka, którego mięso cechowała wysoka jakość. Kabanosy znane w dzisiejszej postaci oparte są na technologii co najmniej 80-letniej, jako wędlina popularna w Polsce już na przełomie lat 20. i 30. XX wieku. Wyrabiano je w niewielkich wędliniarniach i masarniach, często różniły się nieco smakiem zależnie od stosowanych przypraw. Jednolita receptura rozpowszechniła się dopiero po wojnie. W czasach PRL-u wędlina ta zyskała wielką popularność, stając się też polską specjalnością eksportową.

## Wytwarzanie
Kabanosy wyrabia się z mięsa wieprzowego klasy pierwszej i klasy drugiej A oraz B. Początek produkcji polega na wstępnym rozdrabnianiu mięsa i peklowaniu na sucho przez dwie doby. Następnie mięso klasy I rozdrabniane jest do wielkości ok. 10 mm, a pozostałe – do wielkości 8 mm. Dzięki temu w przekroju widać ładne, duże kawałki mięsa najlepszej jakości. Całość doprawiana jest pieprzem, gałką muszkatołową, kminkiem i cukrem, a następnie wędruje do cienkich baranich osłonek o średnicy 20–22 mm. Gotowy baton ma około 25 cm długości i poddawany jest procesowi osadzania (co znaczy, że mięso musi się odpowiednio ułożyć w osłonce) w temperaturze do 30 °C, a potem wędzenia i pieczenia w ciepłym dymie – aż do uzyskania temperatury minimum 70 °C wewnątrz kabanosa. Ostatnim etapem jest studzenie i suszenie przez 3–5 dni w temperaturze 14–18 °C .
Kabanosy powinny być wytwarzane z mięsa wybranych ras świń, których mięso charakteryzuje się wysoką zawartością tłuszczu śródmięśniowego. Kiełbaski wyprodukowane z odpowiedniego surowca i zgodnie z właściwą procedurą są bardzo kruche i przy łamaniu wydają charakterystyczny dźwięk, zwany przez fachowców „strzałem”.

## Ochrona nazwy
Po zakończeniu sporu z Niemcami, 19 października 2011 r. kabanosy zostały wpisane do unijnego rejestru jako polska „Gwarantowana Tradycyjna Specjalność” (GTS). Jako takie mogą być produkowane we wszystkich krajach Unii, ale jedynie Polska może umieszczać na opakowaniu oznaczenie GTS.
Dla dietetyków produkowane są również kabanosy z mięsa drobiowego (lub z jego dodatkiem), na co wszystkim producentom zezwala rejestracja wyrobu bez zastrzeżenia nazwy.